# Serra de Cellers
La Serra de Cellers és una serra situada als municipis de Castellfollit de Riubregós a l'Anoia, i de Torà, la Molsosa i Pinós al Solsonès, amb una elevació màxima de 778,6 metres.